# Frans Reinhold Kjellman
Frans Reinhold Kjellman (4 de noviembre de 1846-22 de abril de 1907) fue un botánico, algólogo y explorador sueco, especialista en ficología marina, particularmente conocido por su obra en algas árticas. 
Kjellman obtiene un Ph.D. y será docente de Botánica en la Universidad de Upsala en 1872, y enseñando en la «Escuela Fjellstedt» de Upsala, de 1872 a 1878, y luego gana por oposición ser profesor extraordinario de la Universidad en 1883. Fue un activo profesor de Botánica de 1893 a 1897 y brevemente en 1899, para luego ser Profesor de la Cátedra Borgströmian de Botánica y Economía Práctica en diciembre de 1899.
Tuvo participación en varias expediciones árticas, siendo el botánico con Adolf Erik Nordenskiöld en 1878 a bordo del S/S Vega, la primera nave en atravesar el pasaje Nordeste. De esa y de otras expediciones árticas, Kjellman escribió una importante y preclara obra sobre las algas marinas del Ártico, The Algae of the Arctic Sea: A survey of the species, together with an exposition of the general characters and the development of the flora.
- La abreviatura «Kjellm.» se emplea para indicar a Frans Reinhold Kjellman como autoridad en la descripción y clasificación científica de los vegetales.[1]